# オックスフォード大学出版局

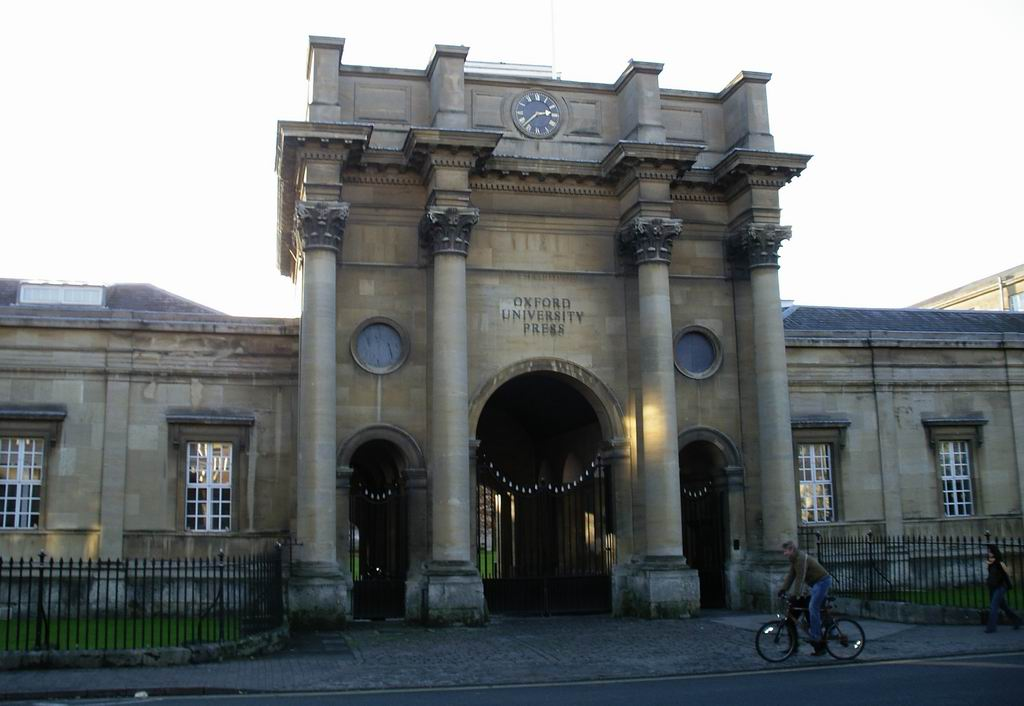
ウォルトン街のオックスフォード大学出版局

オックスフォード大学出版局（オックスフォードだいがくしゅっぱんきょく、英語: Oxford University Press; OUP）は、イングランドのオックスフォード大学の出版局を兼ねる出版社である。OUPは世界最大の大学出版局であり、アメリカの全ての大学出版局とケンブリッジ大学出版局の合計以上の規模を誇る。
OUPはケンブリッジ大学出版局とともに、イギリスの特権出版社 (Privileged presses イギリスで祈祷書・欽定訳聖書の出版権を持つ出版社) の一つである。インド・パキスタン・カナダ・オーストラリア・ニュージーランド・マレーシア・シンガポール・ナイジェリア・南アフリカ共和国など、世界中に支部を持っている。OUP USAは1896年ごろに設立され、1987年に法人化された非公開有限 (Private limited company) の子会社で、OUP初の国際ベンチャーである。1905年設立のカナダ支部は2番目。OUP全体は選挙によって選ばれた、出版局代表団 (Delegates of the Press) と呼ばれる代表者たちによって運営される。出版局代表団はすべてオックスフォード大学のメンバーである。現在、OUPが用いる出版社名は二つある。第一に参考書・教育書・学術書などの大部分はOxford University Press (オックスフォード大学出版局) 名義、「名声のある (prestige)」学術書はClarendon Press (クラレンドンプレス) 名義である。主要な支部のほとんどは、OUP本部の書籍の発行・販売だけでなく、その地域の出版社として機能している。
OUPは1972年にアメリカの法人税を控除され、1978年にイギリスでも控除された。OUPは、慈善事業団体としてほとんどの国で所得税・法人税を控除されているが、出版物に対し、売上税その他の商取引に関する税金を払う場合もある。OUPは現在、黒字の30%（毎年最低12万ポンドの確約つき）をオックスフォード大学に送っている。OUPは出版数として世界最大の大学出版局で、毎年4500冊以上の新刊を出版し、従業員数は約4000人。OUPはオックスフォード英語辞典、コンサイスオックスフォード英語辞典、Oxford World's Classics、Oxford Dictionary of National Biographyなどの参考書・専門書・学術書を出版している。これらの重要書籍の多くが、Oxford Reference Onlineというパッケージとして電子公開されており、イギリスの公立図書館の利用者カードの所有者には無料で提供されている。
哲学者のアンドリュー・マルコムが、著書Making Namesに関する1985年の出版契約不履行について提訴した裁判で、1990年OUPはイギリス控訴院にて敗訴した。1998年、OUPは人気の高かったOxford Poetsシリーズを打ち切った。2001年、OUPはイギリスの法律系出版社Blackstoneを取得した。2003年、OUPはMacmillan PublishersからGrove Dictionary of Music and Musicians (グローヴ音楽事典)・Grove Dictionary of Art (グローヴ芸術事典) を取得した。2006年、OUPはイギリスの出版社Richmond Law & Taxを取得した。
OUPで出版された本のISBNは0-19で始まる。つまりOUPは数少ないISBN識別番号2桁の出版社の一つである（ISBN番号は13桁と決まっており、桁が少ないほど多くの図書を登録できるようになっている）。